# Ernst Mummenhoff

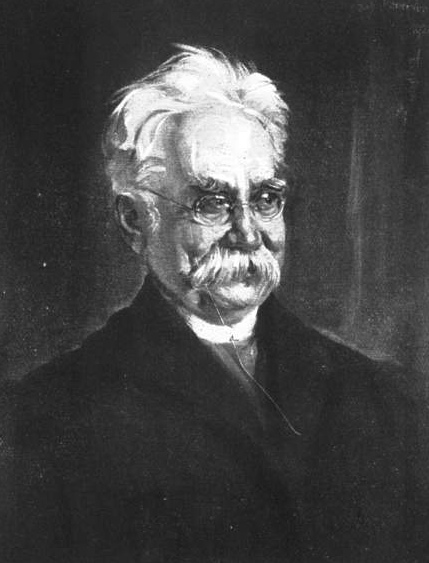
Ernst Mummenhoff (Schwarz-weiß Reproduktion eines Fotos eines Porträts des Malers Felix Mayer-Felice)

Ernst Mummenhoff (* 22. Dezember 1848 in Nordwalde; † 25. April 1931) war ein deutscher Archivar.

## Leben
Mummenhoff studierte an der Königlichen Akademie in Münster und an der Universität München. Zu seinen akademischen Lehrern zählten der Germanist Karl Nordhoff, der Historiker Wilhelm von Gieseberecht, der Germanist und Romanist Konrad Hofmann sowie dem Archivar Franz von Löher. Seit dem Wintersemester 1872/73 war er Mitglied der musischen Studentenverbindung Akademischer Gesangverein München im SV.
Mummenhoff absolvierte das Archiv-Referendariat am Allgemeinen Reichsarchiv und am Kreisarchiv in Würzburg, bevor er 1877 Kreisarchivsekretär in Nürnberg wurde. 1883 übernahm er die Leitung des Städtischen Archivs in Nürnberg, 1891 kam gleichzeitig die Leitung der Stadtbibliothek hinzu. 
1877 gehörte Mummenhoff zu den Gründern des Vereins für die Geschichte der Stadt Nürnberg, dessen Zeitschrift er redigierte und in dem er verschiedene Funktionen übernahm.
Als Archivdirektor in Nürnberg verfasste er zahlreiche Schriften zur Geschichte und zu den Baudenkmälern der Stadt Nürnberg. Zahlreiche seiner Schriften erschienen in den Mitteilungen des Vereins für Geschichte der Stadt Nürnberg (MVGN), die online verfügbar sind.
1903 verlieh ihm die Philosophische Fakultät der Universität Erlangen die Ehrendoktorwürde. 1928 wurde Mummenhoff zum Ehrenbürger von Nürnberg ernannt. In seinem Heimatort Nordwalde und in Nürnberg wurde jeweils eine Straße nach ihm benannt.

## Schriften (Auswahl)
- Hans Sachs. Zum 400jährigen Geburtsjubiläum des Dichters, Nürnberg 1894.
- Die Burg zu Nürnberg. Geschichtlicher Führer für Einheimische und Fremde, zuerst 1895; 4. Aufl. 1926; der Nachdruck der 4. Aufl. von 1926 (mit einem Nachwort des Neuherausgebers G. Ulrich Großmann) erschien Nürnberg 1997.
- Zur Geschichte der Seuchenhäuser. Festschrift für die 65. Versammlung Deutscher Naturforscher und Ärzte. Nürnberg 1898.
- Die öffentliche Gesundheits- und Krankenpflege im alten Nürnberg. Festschrift zur Eröffnung des Neuen Krankenhauses der Stadt Nürnberg. Nürnberg 1898.
- Der Handwerker in der deutschen Vergangenheit (Monographien zur deutschen Kulturgeschichte / hrsg. von Georg Steinhausen; 8). Eugen Diederichs, Leipzig & Jena 1901 Digitalisat Stadtbibliothek Elbing.